# Ziviles Flugzeugführer- und Bordfunkerabzeichen

Grafische Darstellung des zivilen Flugzeug- und Bordfunkerabzeichens

Das Zivile Flugzeug- und Bordfunkerabzeichen wurde am 1. April 1936 durch Hermann Göring gestiftet. Die Verleihung dieser Spange erfolgte gemäß seinem Stiftungserlass nur an das zivile fliegende Personal der deutschen Luftwaffe.

## Vorgeschichte
Nach Gründung der deutschen Luftwaffe am 1. März 1935 wurde für deren Piloten am 14. März 1935 das Flugzeugführerabzeichen und schließlich für Bordmitglieder auch das Bordfunkerabzeichen mit und ohne Blitzbündel eingeführt. Die Luftwaffe beschäftigte aber in ihren Reihen aber auch Zivilisten:
- Flugzeugführer (Erprobungs-, Abnahme- bzw. Überführungspiloten)
- Flugbetriebsleiter
- Flugzeugkapitäne
- Hauptfluglehrer
- Flug- und Hilfsfluglehrer,
- Orter- und Navigationslehre
- Nachrichtenlehrer
- Meteorologen
- Bordfunkern

Um diese Personen mit einem sichtbaren Zeichen zu ehren, kam es schließlich zur Stiftung der zivilen Flugzeug- und Bordfunkerabzeichen.

## Ausführungsbestimmungen

### Bedingungen für die Verleihung
Auszugsweise hatte die Verleihungsbestimmung folgenden Wortlaut:

#### Zivile Flugzeugführerabzeichen
Den im Bereich der Luftwaffe angestellten und als solche tätigen Zivilflugzeugführer konnte das zivile Flugzeugführerabzeichen verliehen werden, wenn diese im Besitz des B 2 einschließlich K-1 (Flugscheines) waren und ununterbrochen ein Jahr nach Erwerb der genannten Scheine im Bereich der Luftwaffe als angestellte Flugzeugführer, Fluglehrer usw. eingesetzt waren.

#### Zivile Bordfunkerabzeichen
Den im Bereich der Luftwaffe tätigen und aus Reichsmitteln gelohnten Bordfunkern bzw. Bordmechanikern kann das zivile Bordfunkerabzeichen (Bordmechanikerabzeichen) verliehen werden, wenn sie im Besitz des Flugzeugnisses 1. Klasse bzw. des Bordwartausweises und seit dieser Zeit ein Jahr ununterbrochen im Bereich der Luftwaffe tätig waren.

### Antragsverleihung
Die Anträge für die Verleihung waren gemäß einem Mustervordruck auf dem üblichen Dienstweg dem Kommando der Fliegerschulen und von den dem Reichsluftfahrtministerium unmittelbar unterstellten Dienststellen dem R.L.M. erstmals zum 15. April 1936 einzureichen. In der Folgezeit dann jeweils zum 1. eines Monats. Über die Verleihung wurde eine entsprechende Verleihungsurkunde ausgestellt. Bei Meteorologen genügte zum Erwerb der Besitz des Flugfunksonderzeugnisses, wenn sie seit dessen Erwerb mindestens ein Jahr ununterbrochen im praktischen Wetterflugdienst eingesetzt waren.

### Aberkennung und Rückgabe
Die Abzeichen konnten bei „ehrvollen“ Ausscheiden aus dem Luftwaffendienst belassen werden, durfte jedoch nicht mehr sichtbar getragen werden. Ausgenommen davon war bei Ausscheiden durch unverschuldeten Flugzeugunfall. Ebenso musste das Abzeichen abgelegt werden, wenn der Beliehene in das aktive Personal der Luftwaffe wechselte. Im Übrigen waren aberkannte Abzeichen nebst Verleihungsurkunden den Dienststellen zurückzugeben, die seinerzeit die Verleihung vorgenommen hatten.

### Aussehen, Beschaffenheit und Trageweise

#### Zivile Fliegerabzeichen
Das zivile Fliegerabzeichen besteht aus Tombak und zeigt eine zweiflüglige Spange, von denen die Schwingen blau emailliert sind. Die Spannweite des Flügelpaares beträgt ca. 80 mm, seine Höhe 16 mm. Im Zentrum der sich kreuzenden Schwingen ist ein goldenes auf dem Kopf stehendes Hakenkreuz zu sehen. Das gleiche Abzeichen gab es auch in gestickter Form von gleicher Form und Größe wie die Metallausführung. Allerdings waren hier das Flügelpaar blau sowie das Hakenkreuz in goldener Stickerei ausgeführt. Die Konturen der Flügelknochen, der Federn selbst sowie die äußere Umrandung waren mit Goldfäden umrandet.

#### Zivile Bordfunkerabzeichen
Das Zivile Bordfunkerabzeichen ist versilbert und gleicht in seinem äußeren Layout dem Fliegerabzeichen ist jedoch mit einer Länge von ca. 62 mm etwas länger. Die Höhe beträgt ca. 80 mm. Die Äußeren Ränder des Flügelpaares sind zudem poliert. Die Ausführung in gestickter Form erfolgte mit hellem Aluminiumgespinst.

#### Trageweise
Befestigt wurden beide Abzeichen mit einer auf der Rückseite angelöteten Scharniernadel nebst Gegenhaken am Jacket auf der linken Brusttasche unmittelbar unterhalb der Öffnung. Auf der Fliegerkombination war das Tragen der gestickten Form zulässig.